# شون ستاسياك
شون ستاسياك (بالإنجليزية: Shawn Stasiak)‏ هو مصارع محترف أمريكي وكندي، ولد في 21 يوليو 1970 في هايوارد في الولايات المتحدة.

## وصلات خارجية
- الموقع الرسمي
- شون ستاسياك على موقع WrestlingData.com (الإنجليزية)
- شون ستاسياك على موقع CageMatch worker (الإنجليزية)
- شون ستاسياك على موقع قاعدة بيانات المصارعة على الإنترنت (الإنجليزية)
- شون ستاسياك على موقع عالم المصارعة على الإنترنت (الإنجليزية)
- شون ستاسياك على موقع IMDb (الإنجليزية)
- شون ستاسياك على موقع قاعدة بيانات الفيلم (الإنجليزية)